# Premi Emmy 1958
La cerimonia dei Premi Emmy 1958, nota retroattivamente come 10ª edizione dei Primetime Emmy Awards (10th Primetime Emmy Awards), si è tenuta al Coconut Grove di Hollywood (California) il 15 aprile 1958.
La cerimonia fu presentata da Danny Thomas.

## Primetime Emmy Awards

### Migliore serie televisiva drammatica
- Gunsmoke
- Carovane verso il West (Wagon Train)
- Lassie
- Maverick
- Perry Mason

### Migliore serie televisiva comica
- The Phil Silvers Show
- The Bob Cummings Show
- Caesar's Hour
- Father Knows Best
- The Jack Benny Program

### Migliore attore protagonista di una serie drammatica o di una serie comica
- Robert Young – Father Knows Best
- James Arness – Gunsmoke
- Robert Cummings – The Bob Cummings Show
- Danny Thomas – Make Room for Daddy

### Migliore attore non protagonista di una serie drammatica o di una serie comica
- Carl Reiner – Caesar's Hour
- Paul Ford – The Phil Silvers Show
- William Frawley – Lucy ed io (I Love Lucy)
- Louis Nye – The Steve Allen Show
- Dennis Weaver – Gunsmoke

### Miglior attore protagonista in un singolo episodio di una serie televisiva
- Peter Ustinov – Omnibus | Episodio: The Life of Samuel Johnson
- Lee J. Cobb – Studio One | Episodio: No Deadly Medicine
- Mickey Rooneyl – Playhouse 90 | Episodio: The Comedian
- David Wayne – Suspicion | Episodio: Heartbeat
- Ed Wynn – Hallmark Hall of Fame | Episodio: On Borrowed Time

### Migliore attrice protagonista di una serie drammatica o di una serie comica
- Jane Wyatt – Father Knows Best
- Eve Arden – The Eve Arden Show
- Spring Byington – December Bride
- Jan Clayton – Lassie
- Ida Lupino – Mr. Adams and Eve

### Migliore attrice non protagonista di una serie drammatica o di una serie comica
- Ann B. Davis – The Bob Cummings Show
- Pat Carroll – Caesar's Hour
- Verna Felton – December Bride
- Marion Lorne – Sally
- Vivian Vance – Lucy ed io

### Miglior attrice protagonista in un singolo episodio di una serie televisiva
- Polly Bergen – Playhouse 90 | Episodio: The Helen Morgan Story
- Julie Andrews – Cinderella
- Helen Hayes – The Alcoa Hour | Episodio: Mrs. Gilling and the Skyscraper
- Piper Laurie – Studio One | Episodio: The Deaf Heart
- Teresa Wright – Playhouse 90 | Episodio: The Miracle Worker

### Migliore regia di uno show o di una serie televisiva della durata massima di trenta minuti
- Alfred Hitchcock presenta – Robert Stevens per l'episodio The Glass Eye
- Father Knows Best – Peter Tewksbury
- Make Room for Daddy – Sheldon Leonard
- The Patrice Munsel Show – Clark Jones
- Your Hit Parade – Bill Hobin

### Migliore regia di uno show o di una serie televisiva della durata minima di un'ora
- The Dinah Shore Chevy Show – Bob Banner
- Hallmark Hall of Fame – George Schaefer per l'episodio The Green Pastures
- Playhouse 90 – John Frankenheimer per l'episodio The Comedian
- Playhouse 90 – George Roy Hill per l'episodio The Helen Morgan Story
- Playhouse 90 – Arthur Penn per l'episodio The Miracle Worker

### Migliore sceneggiatura di una serie televisiva della durata massima di trenta minuti
- Schlitz Playhouse of Stars – Paul Monash per l'episodio The Lonely Wizard Steinmetz
- Father Knows Best – Roswell Rogers per l'episodio Margaret Hires a Gardener
- Frontiers of Faith – Morton Wishengrad per l'episodio A Chassidic Tale
- Gunsmoke – John Meston per l'episodio Born to Hang
- Leave it to Beaver – Joe Connelly, Bob Mosher per l'episodio Beaver Gets Spelled

### Migliore sceneggiatura di una serie televisiva della durata minima di un'ora
- Playhouse 90 – Rod Serling per l'episodio The Comedian
- Hallmark Hall of Fame – Marc Connelly per l'episodio The Green Pastures
- Omnibus – James Lee per l'episodio The Life of Samuel Johnson
- Playhouse 90 – William Gibson per l'episodio The Miracle Worker
- Studio One – Arthur Hailey per l'episodio No Deadly Medicine

### Migliore sceneggiatura di una serie televisiva comica
- The Phil Silvers SHow – Nat Hiken, Billy Friedberg, Phil Sharp, Terry Ryan, Coleman Jaacoby, Arnie Rosen, Sydney Zelinka, A.J. Russell, Tony Webster
- Caesar's Hour – Mel Tolkin, Larry Gelbart, Mel Brooks, Neil Simon, Sheldon Keller, Mike Stewart, Gary Belkin
- Father Knows Best – Roswell Rogers, Paul West
- The Ernie Kovacs Show – Ernie Kovacs per l'episodio No Dialogue Show
- The Jack Benny Show – Sam Perrin, George Balzer, Al Gordon, Hal Goldman